# سایه و استخوان (مجموعه تلویزیونی)
سایه و استخوان (به انگلیسی: Shadow and Bone) یک سریال تلویزیونی با ژانر فانتزی آمریکایی است که توسط اریک هیزر برای نتفیلکس ساخته شده و در ۲۳ آوریل ۲۰۲۱ به نمایش درآمد. این فیلم براساس کتاب اول سه‌گانه رمان گریشا سایه و استخوان و کتاب اول دوگانه شش کلاغ ساخته شده‌است.
پس از انتشار فصل دوم Shadow and Bone ، هایسرر فاش کرد که فیلمنامه یک سریال اسپین آف با تمرکز بر کلاغ‌ها قبلا نوشته شده بود. او همچنین تاکید کرد که سرنوشت Shadow and Bone و یک اسپین آف احتمالی به تعداد تماشاگران فصل دوم بستگی دارد. در 15 نوامبر 2023  نتفلیکس Shadow and Bone را پس از دو فصل لغو کرد. طرح های یک سریال اسپین آف نیز کنار گذاشته شد.

## موضوع
سریال بر اساس مجموعه رمان‌های پرفروش دنیای گریشا از لی باردوگو ساخته شده است، در یک جهان جنگ‌زده اتفاق می‌افتد. زمانی که سرباز فرومایه و یتیم (آلینا استارکوف) متوجه قدرتی خارق‌العاده می‌شود که می‌تواند کلید آزادی کشورش باشد، از تمام چیزهایی که می‌شناسد جدا می‌شود تا در ارتش گریشا آموزش ببیند. وقتی در تلاش است که بر قدرت خود مسلط شود، درمی‌یابد که متحدان و دشمنان می‌توانند یکسان باشند و هیچ چیز در این دنیای مجلل آن چیزی نیست که به نظر می‌رسد. نیروهای خطرناکی از جمله گروهی از مجرمان کاریزماتیک درگیر این ماجرا هستند که زنده ماندن را به چیزی بیشتر از جادو نیازمند می‌کنند.

## بازیگران و شخصیت‌ها
- بن بارنز در نقش ژنرال کیریگان / دارکینگ، فرمانده ارتش دوم و احضار کننده سایه
- جسی می لی در نقش آلینا استارکوف، نقشه کش ارتش اول و احضار کننده نور
- آرچی رنوکس در نقش مَلیِن اورتسف «مَل»، ردیاب ارتش اول و بهترین دوست آلینا
- فردی کارتر در نقش کز برکر، عضو گروه درگ ها، رهبر کلاغ ها، معروف به به آلوده دست (dirty hands)
- آمیتا سومان در نقش اینژ غافا، عضو درگ ‌ها، معروف به شبح (wraith)
- کیت یانگ در نقش جسپر فیهی، عضو درگ ها، تیراندازی ماهر
- دنیل گلیگان در نقش نینا، قلب دران راوکایی که برای ژنرال کیریگان جاسوسی می‌کند.
- پاتریک گیبسون در نقش نیکولای (اشتورمهاند) شاهزاده راوکا و ناخدای گروهی از دزدان دریایی.
- جک وولف در نقش وایلن یکی از افراد گروه کز برکر که در شیمی و ریاضی مهارت دارد.
- کالاهان اسکاگمن در نقش ماتایاس، شکارچی گریشا سابق و اهل فیردا.
- لوییس تن در نقش تولیا، برادر دوقلو تامار، گریشا قلب دران و جنگجو اهل شوهان.
- آنا بروفی در نقش تامار، خواهر دوقلو تولیا، گریشا قلب دران و جنگجو اهل شوهان.